# Association francophone d'études du Moyen-Orient
 (avril 2018).
L'Association Francophone d'Études du Moyen-Orient (AFEMO) est l'ancêtre du Middle East Pact (MEP).
Créée en février 2004 par un groupe d'universitaires francophones, son principal objectif était la mise en commun de travaux de recherche sur le Moyen-Orient. Dès sa création, l'AFEMO s'est donnée pour mission de sensibiliser le monde universitaire francophone aux nombreux défis auxquels doivent faire face les peuples de cette région, notamment les violations des droits de l'homme et des minorités, l'insécurité ou  encore l'analphabétisme.
En France, l'AFEMO a disposé durant quatre ans de bureaux à Sciences Po Toulouse et à Sciences Po Lille. En février 2008, l'organisation s’est rebaptisée Middle East Pact et œuvre depuis comme réseau d'information et groupe de pression en Europe agissant en faveur de la démocratisation et de la pacification du Moyen-Orient. Son siège est désormais à Paris.

## Liens
- Middle East Pact (MEP)